# Mazu
Mazu, por vezes Matsu (chinês simplificado: 妈祖, chinês tradicional: 媽祖, pinyin: Māzǔ), significando "mãe ancestral") é uma deusa do oceano da mitologia chinesa.
De acordo com a lenda, Mazu nasceu em 960 (durante a dinastia Sung) como a sétima filha de Lîm Goān na Ilha Meizhou, Fujian. Há muitas lendas envolvendo ela e o mar, que determinam que Mazu usava um vestido vermelho para guiar os barcos de pescadores para a costa, mesmo durante tempestades. É representada normalmente usando um vestido vermelho e sentada em um trono.
Há pelo menos duas versões envolvendo sua morte. Em uma delas, ela morreu em 987 com 28 anos, quando escalou uma montanha, subiu aos céus e tornou-se uma deusa. Outra versão da lenda diz que ela morreu de cansaço após nadar muito em busca de seu pai aos 16 anos. Após sua morte, as famílias de muitos pescadores e marinheiros começaram a rezar em honra de seus atos de bravura tentando salvar aqueles ao mar. Sua adoração espalhou-se rapidamente.